# 西音寺 (滋賀県多賀町)
西音寺（さいおんじ）は、滋賀県犬上郡多賀町にある真宗大谷派の寺院である。山号は青龍山。本尊は阿弥陀如来。

## 歴史
創建年代等については不明であるが、当初は天台宗の寺院で三光院と号し、敏満寺の一坊であったとされる。
寛喜3年（1231年）、願信が浄土真宗の宗祖とされる親鸞に帰依し、改宗する。その際に、寺号を「西音寺」に改める。その後、度々兵火により罹災し堂宇を焼失している。